# Henri Moissan
Ferdinand Frederick Henri Moissan (født 28. september 1852 i Paris, død 20. februar 1907 smst) var en fransk kemiker. Han modtog Nobelprisen i kemi i 1906 for sit arbejde med at isolere flour fra forskellige forbindelser.
Han døde pludesligt i Paris i februar 1907 kort efter sin hjemkost fra Stockholm, hvor han havde modtaget nobelprisen. Hans død tilskrives en akut blindtarmsbetændelse.